# Thann (Berching)
Das Kirchdorf Thann ist ein Gemeindeteil der Stadt Berching im Landkreis Neumarkt in der Oberpfalz.
Kirchlich gehört der Ort als Filiale zur Pfarrei Waltersberg im Dekanat Neumarkt in der Oberpfalz.
Am 1. Juli 1972 wurde Thann mit Biermühle, Dietersberg, Fallhaus (mit Thannbrunn verbunden), Neuhaus und Thannbrunn nach Berching eingemeindet.
Die Filialkirche St. Michael ist ein Saalbau mit Polygonalapsis, einem Chorflankenturm und einem Pilasterportal. Sie stammt aus der ersten Hälfte des 18. Jahrhunderts und wurde in den Jahren 1908 bis 1909 erweitert. In der Nähe der Kirche sind auch archäologische Befunde aus dem Mittelalter und der frühen Neuzeit zu finden.